# Cor Hund

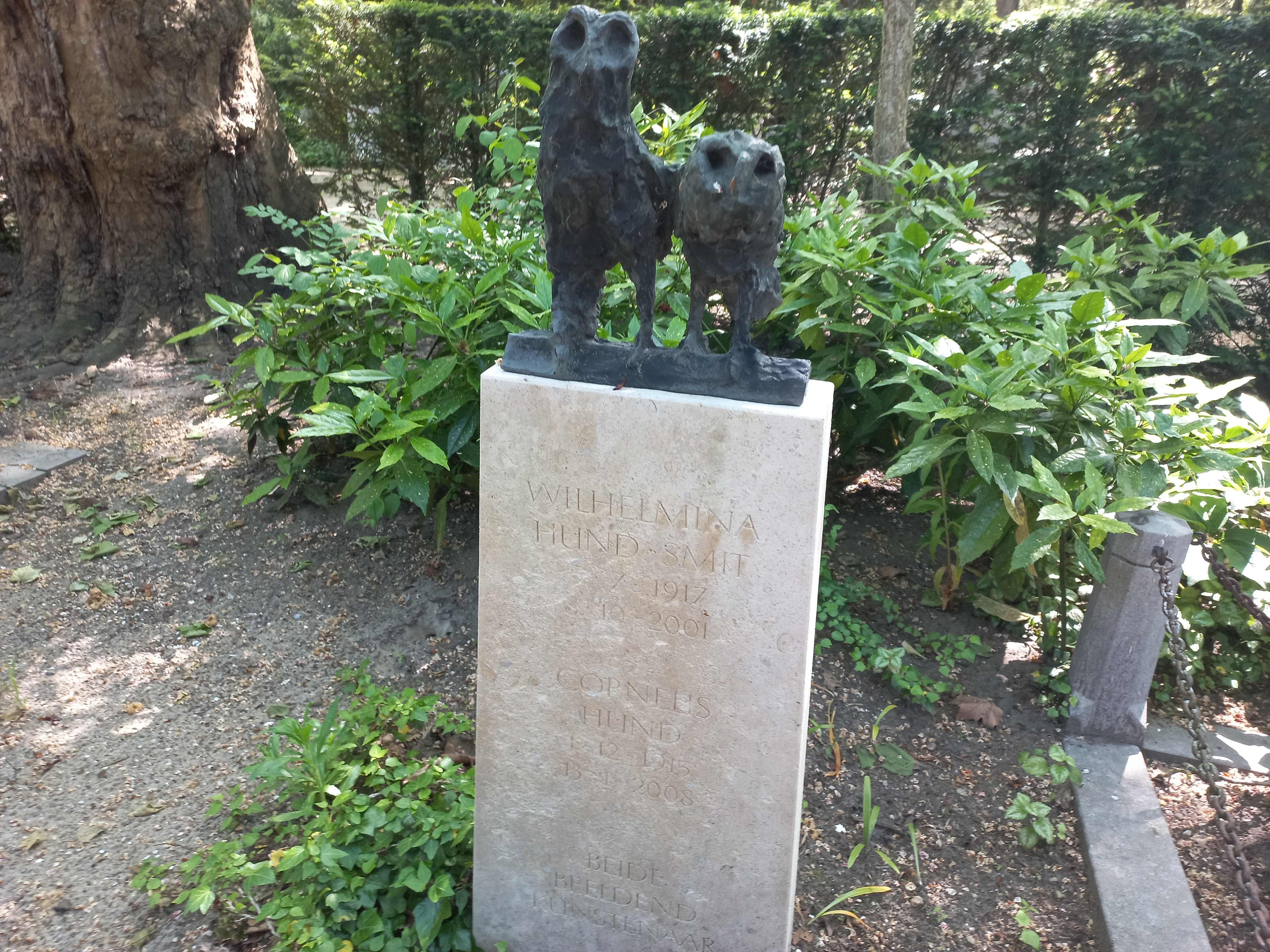
Grafsteen (mei 2023)

Cornelis (Cor) Hund (Amsterdam, 1 december 1915 – aldaar, 13 januari 2008) was een Nederlandse beeldhouwer, schilder en tekenaar.

## Leven en werk
Hund was een zoon van Cornelis Christiaan Hund en Elisabeth Hartog. Hij werd op twaalfjarige leeftijd naar de Grafische School gestuurd om lithograaf te worden. Eenmaal geslaagd werd hij leerling-tekenaar bij een drukker. Daarna kreeg hij werk bij een reclamebureau. Van 1932 tot 1938 kreeg hij toegang tot de avondopleiding bij Hendrik Jan Wolter aan de Rijksakademie van beeldende kunsten in Amsterdam. Hij veranderde van baan en kwam te werken bij het reclamebureau Van Alfen, waar hij vrienden Theo Kurpershoek en Nicolaas Wijnberg tegenkwam. Hund wist drie dagen per week de ochtendopleiding aan de rijksacademie bij te wonen en won in 1937 de Cohen Gosschalk-prijs voor een tekening van een vrouwelijk naakt. Tot 1942 legde hij zich toe op het schilderen en tekenen in een stemmige figuratieve stijl met dik aangezette lijnen. Als onderwerp nam hij in veelal mensen en vergezichten, later vooral de bewoners van zijn wijk en rondom het Waterlooplein. Uit Hunds werken, die in het Joods Historisch Museum zijn te zien, blijkt de invloed van Van Goghs Hollandse jaren en het werk van Käthe Kollwitz.
Hund werd in 1939 opgeroepen voor militaire dienst en werd na de capitulatie enige tijd krijgsgevangen. Na 1942 legde hij zich abrupt toe op de beeldhouwkunst om zichzelf uit te dagen. Piet Esser raadde hem aan met Jan Bronner te praten en vervolgens werd Hund nogmaals toegelaten tot de rijksacademie, nu in de beeldhouwklas van Bronner. In 1947 won hij de gouden Prix de Rome met een voorstelling van de geboorte van Venus. Hij maakte vervolgens met zijn vrouw Willy Smit een studiereis naar Italië en met oud-klasgenoot Henk Zweerus naar Frankrijk. Hund kreeg in 1947 een aanstelling als lector aan de Koninklijke Academie van Beeldende Kunsten in Den Haag. In 1948 werd hij lector aan de Amsterdamse rijksacademie, vanaf 1962 was hij buitengewoon hoogleraar. Hij gaf les aan onder anderen Willy Blees, Jesualda Kwanten, Eddy Roos, Hein Vree, Jan Wolkers en Hedwig Zweerus-Weber. Hij was bestuurslid van de Nederlandse Kring van Beeldhouwers.
Hund maakte diverse kunstwerken voor de openbare ruimte, maar ook klein werk, tekeningen en penningen. In 1956 kreeg hij de opdracht voor het oorlogsmonument Man met vlag voor de gemeente Apeldoorn. Amsterdam vroeg hem in 1960 een monument ter herinnering aan Multatuli te maken. Tien jaar later gaf hij de opdracht terug. Hoewel hij bijna 150 beeldjes voor het monument maakte, vond Hund dat hij er niet in was geslaagd de persoonlijkheid van Multatuli vast te leggen. Een van de beeldjes, Saidjah en Adinda op een waterbuffel (figuren uit de Max Havelaar), is wel in brons uitgevoerd en in Uithoorn geplaatst.
Het echtpaar Hund-Smit kreeg voor zover bekend twee zonen. Zoon Kees Hund werd landschapsarchitect, voornamelijk de parken in Almere; zoon Adriaan Hund is/was keramisch ontwerper. Cor en Willy werden begraven/gecremeerd op Zorgvlied. Op hun grafsteen staan twee starende uilen.   

## Werken (selectie)
- De Spaarzaamheid (1948), de Spaarbank van Amsterdam aan de Singel.
- Gezin (1954-1956), singelpark nabij Molenbuurt en Kanaalkade, Alkmaar
- gevelreliëf Landbouw en tuinbouw (1953), Proefstation voor Landbouw en Tuinbouw, Wageningen
- Man met vlag of Centraal Monument (1960), Oranjepark, Apeldoorn
- grafmonument Gerard Laverman (1960), Arnhem
- gevelreliëf Evenwicht (1960), tegenwoordig in de Marie Kamphuisborg in Groningen
- Echtpaar op het bankje (1961), Grote Houtstraat, Proveniershof, Haarlem
- Gezin (ca. 1961), Van Baerlestraat / Vondellaan, Leiden
- Saidjah en Adinda (jaren 60), Prinses Christinalaan (Het Duet), Uithoorn
- Gezin (1964/1987), Laan van Meerwijk, Uithoorn
- plaquette voor Gerrit van der Veen (1965), Zomerdijkstraat, Amsterdam
- Lezende kinderen (1966), van Hogendorplaan, Hilversum

## Afbeeldingen

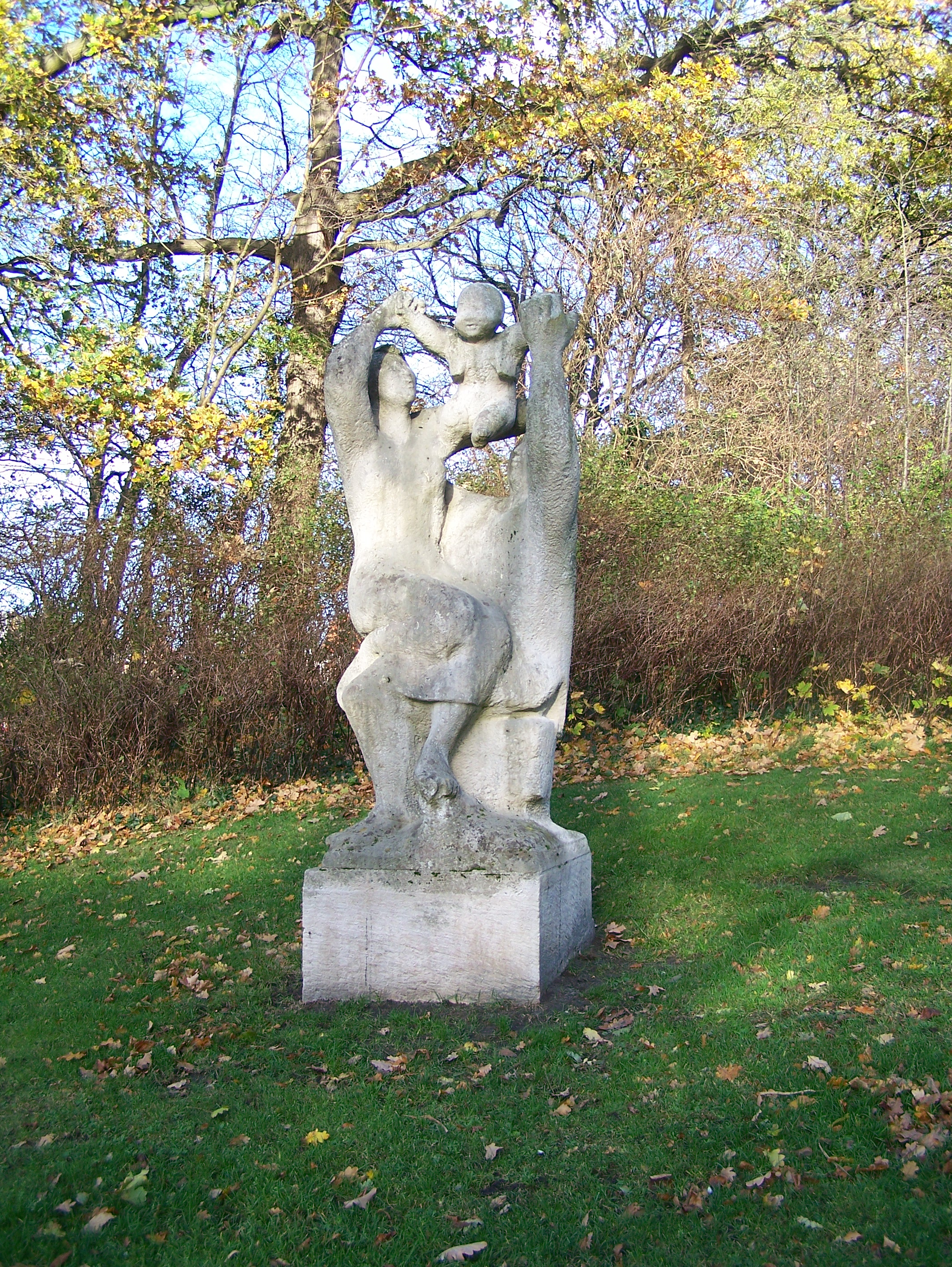
Gezin (1954-1956), Alkmaar
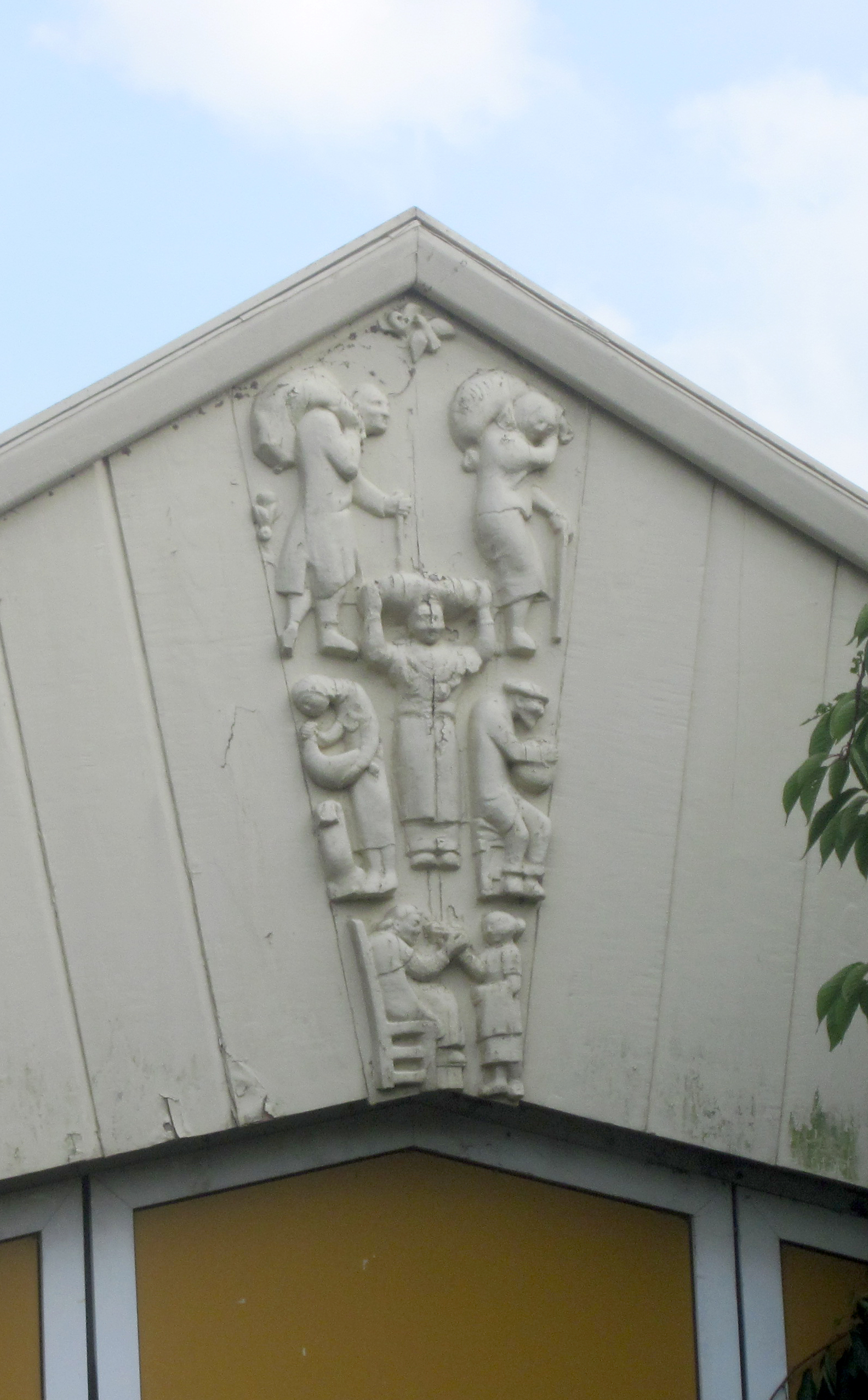
Reliëf Last en luwte (1953), Landsmeer
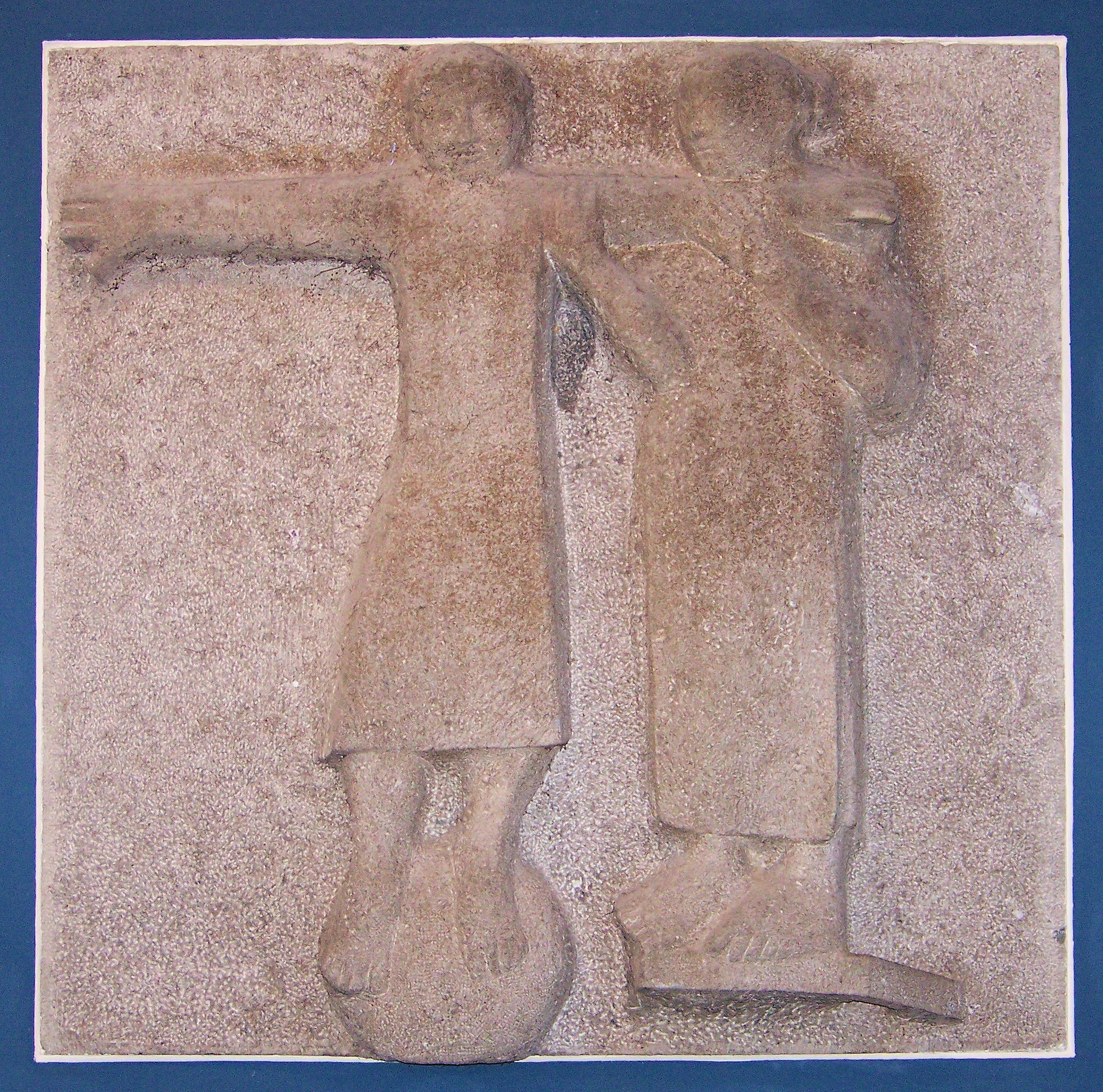
Evenwicht (1960), Groningen
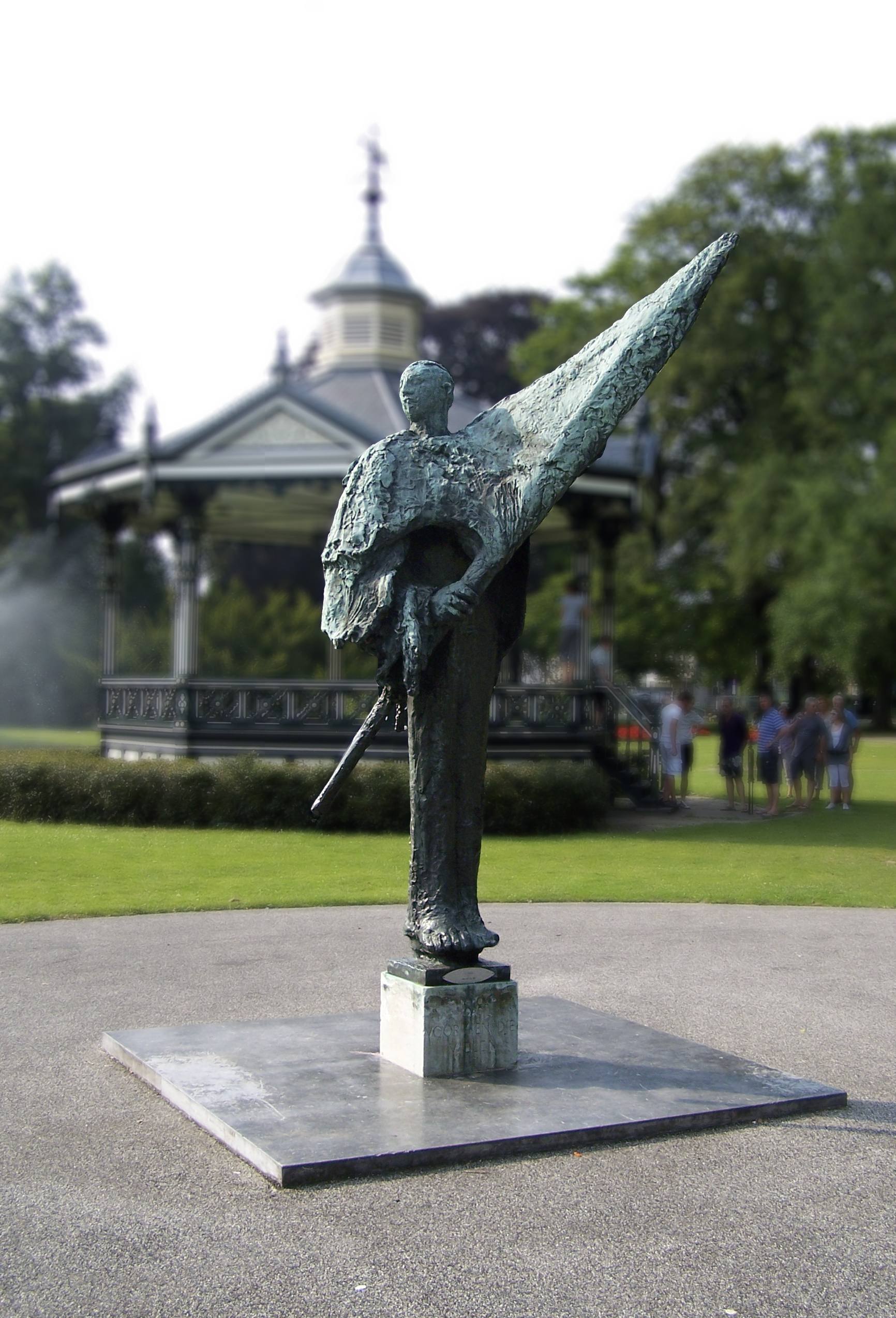
Man met vlag (1960), Apeldoorn
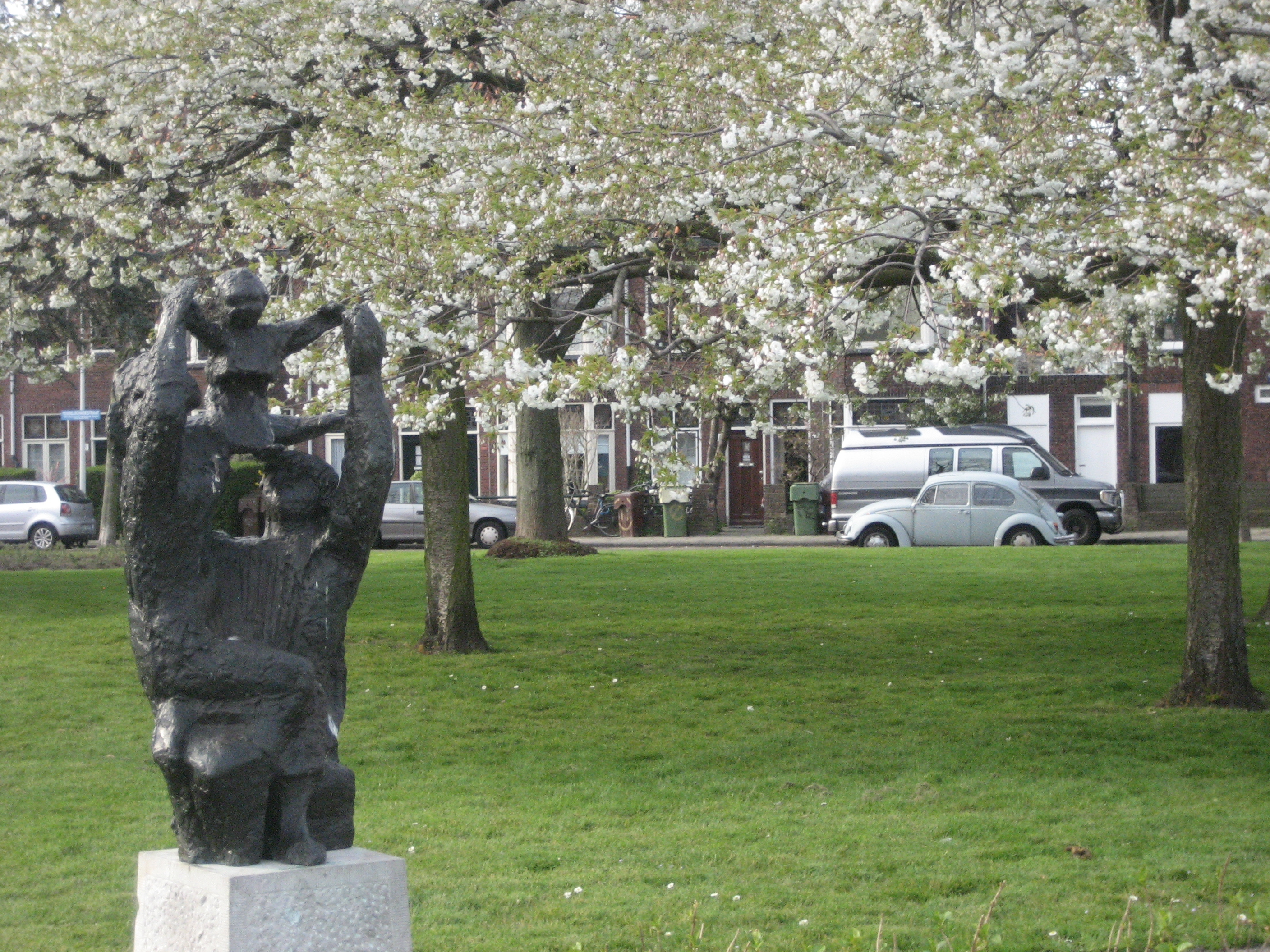
Gezin (ca. 1961), Leiden
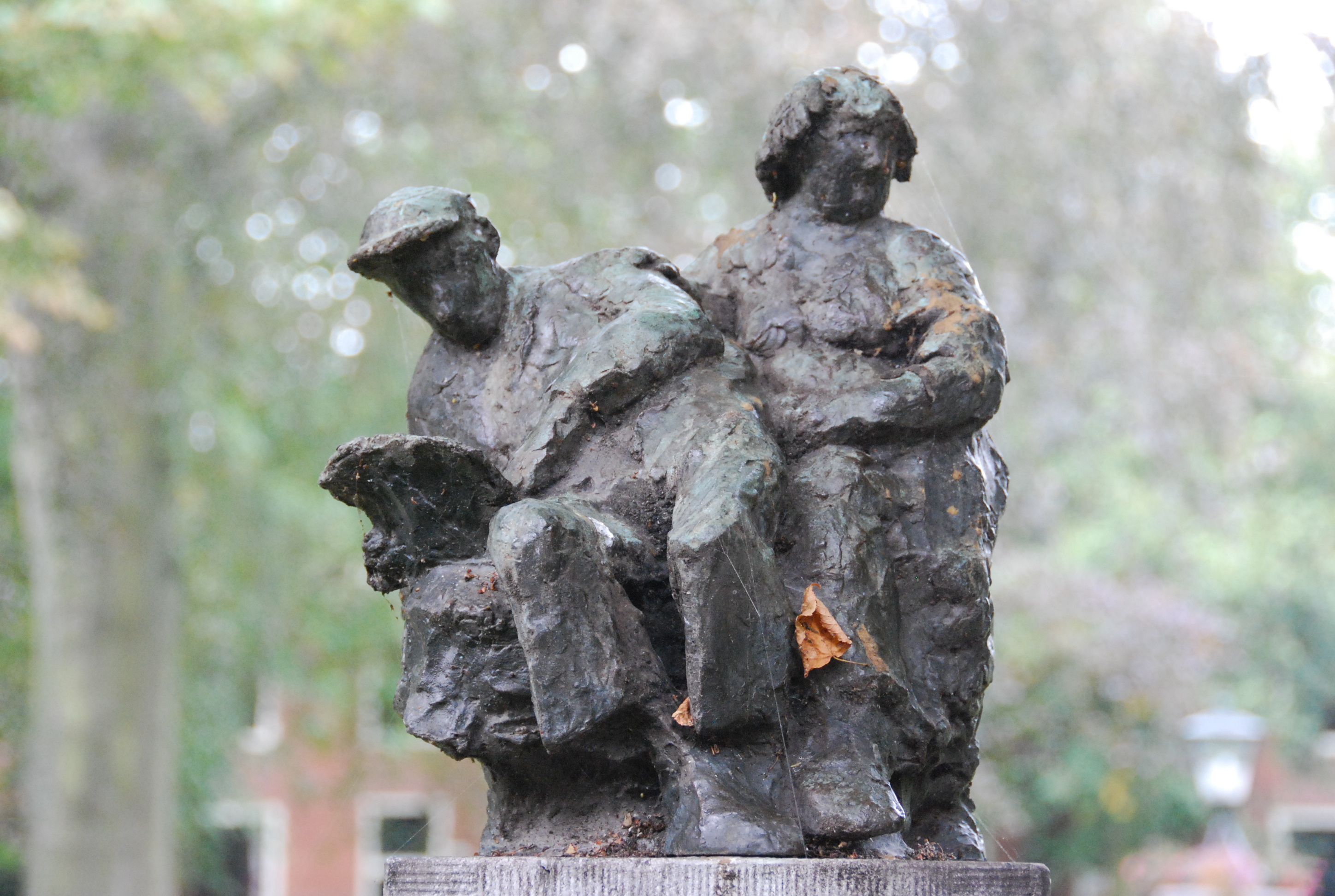
Echtpaar op het bankje (1961), Haarlem